# The Silent Lady
The Silent Lady is een Amerikaanse stomme film uit 1917, onder regie van Elsie Jane Wilson met in de hoofdrollen Gretchen Lederer, Zoe Rae en Winter Hall. De film is wellicht zoekgeraakt.

## Verhaal
Het kleine weeskind Kate woont in een vuurtoren in New England bij de drie vuurtorenwachters Philemon, Peter en kapitein Bartholomew. Wanneer Kate ziek wordt, huurt de preutse Philemon juffrouw Summerville in, een inwonende verpleegster die voor haar zal zorgen. Hij is echter bang voor mogelijke roddels en daarom doet elke vuurtorenwachter en Dr. Carlyle een aanzoek aan Miss Summerville, maar ze wijst ze allemaal af. 
Nadat juffrouw Summerville verneemt dat kapitein Peyton, een vuurtoreninspecteur, op komst is, maakt ze plotseling plannen om te vertrekken zonder uitleg. Op aandringen van Dr. Carlyle stemt ze ermee in om te blijven, maar ze probeert Peyton te vermijden door het baken van de vuurtoren uit te zetten. Kate is bezorgd om de veiligheid van de passerende schepen en steekt het baken weer aan, waardoor juffrouw Summerville gedwongen wordt om Peyton te ontmoeten.
Wanneer Philemon erachter komt dat Peyton en de verpleegster ooit geliefden waren, eist hij haar ontslag, maar Dr. Carlyle en Kate verdedigen haar. Geraakt door zijn toewijding stemt juffrouw Summerville er uiteindelijk mee in om met Dr. Carlyle te trouwen.

## Rolverdeling
| Acteur           | Personage         |
| ---------------- | ----------------- |
| Gretchen Lederer | Miss Summerville  |
| Zoe Rae          | Little Kate       |
| Winter Hall      | Philemon          |
| Harry Holden     | Peter             |
| J. Edwin Brown   | Capt. Bartholomew |
| Lule Warrenton   | Mrs. Hayes        |
| E. Alyn Warren   | Dr. Carlyle       |